# Коллинз, Элинор
Элинор (Элнора Рут) Коллинз (англ. Eleanor (Elnora Ruth) Collins, урожд. Проктер, англ. Procter) — канадская джазовая певица XX века. «Первая леди канадского джаза», первая женщина и первый цветной артист в Канаде, получивший собственную программу на национальном телевидении (The Eleanor Show, 1955). Член ордена Канады (2014), член Зала славы индустрии развлечений Британской Колумбии (1992); в 2022 году увековечена на почтовой марке Канады.

## Биография
Родилась в 1919 году в Эдмонтоне в семье Ричарда Проктора и Эстель Мэй Проктор (урожденной Коуэн), поселенцев негритянского и индейско-креольского происхождения, перебравшихся в Канаду из Оклахомы (США). С детства пела с семьей в местной баптистской церкви, в 15 лет выиграла конкурс певцов, затем пела с эстрадными оркестрами и на радио CFRN.
В конце 1930-х годов Элнор переехала в Ванкувер, где с 1940 по 1942 год пела на радио CBC в составе госпел-ансамбля Swing Low Quartet, в который входили также ее сестры Руби Снид и Перл Браун. В 1942 году вышла замуж за Ричарда Коллинза, которому родила четырех детей. Семья переехала в пригород Ванкувера Бернаби, где стала первой черной семьей в районе. В Бернаби Коллинзы столкнулись с расовыми предрассудками: местные жители составили петицию, требуя запретить им переезд. Пытаясь бороться с предубеждениями, Коллинзы старались вести себя как образцовые граждане, что для Элинор в частности включало волонтерскую работу в школе и преподавание музыки герлскаутам.
В эти годы певица продолжала работу на радио, в том числе в программе Serenade in Rhythm, транслировавшейся для канадских войск за рубежом. В 1947 году она пела с джазовым квинтетом Рэя Норриса, с которым в 1951 году выполнила запись для Международной службы CBC. В 1950-е годы выступала особенно часто, заслужив репутацию «первой леди ванкуверского джаза». В первой половине десятилетия начала также актерскую карьеру в ванкуверских театрах и в 1954 году снялась в телевизионной программе варьете «Бамбола: день в Вест-Индии», ставшей первым в истории канадского телевидения шоу со смешанным расовым составом.
Хотя «Бамбола» вышла в эфир только три раза, руководство CBC впечатлилось возможностями Коллинз, и в 1955 году она получила собственную программу на национальном телевидении, став первой в Канаде женщиной и первым цветным артистом с собственным телешоу.
Программа The Eleanor Show тоже выходила в эфир недолго (три месяца), но Коллинз продолжала регулярно появляться в других теле- и радиопередачах, где исполняла блюзовые и джазовые стандарты, госпел и спиричуэлс. Она отказывалась от предложений выступать в США, где еще оставались сильны традиции расовой сегрегации, предпочитая давать концерты в Канаде. В 1964 году вновь стала ведущей собственной программы, Eleanor, но и это шоу оказалось недолговечным: первый эфир состоялся 1 февраля, а последний — 28 марта того же года.
В 1970-е годы, когда популярность программ варьете снизилась, Коллинз стала реже появляться на радио и телевидении, но продолжала периодически участвовать в живых концертах, в том числе выступала в концерте на Парламентском холме в Оттаве по случаю Дня Канады в 1975 году и на международном джазовом фестивале в Эдмонтоне в 1980-е годы. В 1988 году участвовала в бенефисе в Hot Jazz Club (Ванкувер). Время от времени появлялась на сцене и экране на девятом десятке лет жизни, в частности, ежегодно выступая в ванкуверском театре «Орфеум» на церемониях по случаю Дня памяти павших. В последний раз пела на благотворительном мероприятии для программы по борьбе с расизмом в 2015 году. Скончалась в марте 2024 года в возрасте 104 лет.